# Астра татарская
А́стра тата́рская (лат. Aster tataricus) — вид двудольных растений рода Астра (Aster) семейства Астровые (Asteraceae).

## Ботаническое описание
Прикорневые листья до 60 см, лопатчатые, туповато заострённые, яйцевидно-эллиптические; нижние и средние стеблевые листья до 10 см в ширине и 25—40 см в длине, коротко заострённые, продолговатые или эллиптические, глубоко зубчатые и с клиновидным основанием. Верхние листья зелёные и морщинистые, почти сидячие. Обёртка полушаровидная, а её листочки трёхрядные, заострённые, ланцетные, красноватые по краю и сверху. Язычки продолговатые, 1,5—2 см.
Морозостойкость до −40 °C.
Дисковые цветки жёлтые, а краевые цветки розовато-пурпурные или голубые. Цветение в августе — сентябре.

## Распространение
Растения этого вида распространены в Японии, Корее, Монголии, Китае, а также Восточной Сибири и Дальнем Востоке России.

## Символизм
В Японии астра татарская известна под названием 紫苑 сион. На языке цветов ханакотоба она несёт символическое значение «я тебя не забуду».